# Глаукома
Глауко́ма (др.-греч. γλαύκωμα «синее помутнение глаза»; от γλαυκός «светло-синий, голубой» + -ομα «опухоль») — большая группа глазных заболеваний, характеризующаяся постоянным или периодическим повышением внутриглазного давления выше приемлемого для данного человека уровня с последующим развитием типичных дефектов поля зрения, снижением остроты зрения и атрофией зрительного нерва.
Различают две основные формы глаукомы: открытоугольная и закрытоугольная. Кроме того, существуют врожденная глаукома, ювенильная, различные формы вторичной глаукомы, в том числе связанные с аномалиями развития глаза.
Повышенное внутриглазное давление приводит к потере зрения в пораженном глазу и ведёт к слепоте, если его не лечить. Лечение способно лишь приостановить или замедлить потерю зрения. Это, как правило, связано с повышенным давлением жидкости в глазу (водянистой влаги). Термин «глазная гипертензия» используется для людей с последовательным повышением внутриглазного давления (ВГД) без любого связанного с этим повреждения зрительного нерва. С другой стороны, термин «нормально напряжённая» или «низко напряжённая» («нормотензивная») глаукома используется в случаях повреждения зрительного нерва и соответствующей потери поля зрения, но при нормальном или пониженном внутриглазном давлении.
Характерной картиной повреждения нервов является потеря ганглиозных клеток сетчатки. Много различных подтипов глаукомы могут рассматриваться как типы оптической невропатии. Увеличенное внутриглазное давление (выше 21 мм рт или 2,8 кПа) является наиболее важным фактором риска для глаукомы. Тем не менее, некоторые из них могут иметь высокое внутриглазное давление в течение многих лет и никогда не получать повреждения, в то время как другие могут получить повреждение нервов при относительно низком давлении. Без лечения глаукомы это может привести к необратимому повреждению части зрительного нерва и, как следствие, потери части визуального поля, которая в течение долгого времени может прогрессировать до слепоты.
Когда венозный синус склеры заблокирован, то темпы поглощения внутриглазной жидкости отстают от темпов её секреции, происходит повышение внутриглазного давления. Давление в обеих камерах давит на хрусталик и стекловидное тело. Стекловидное тело прижимает сетчатку к сосудистой оболочке и сжимает кровеносные сосуды, питающие сетчатку. Без достаточного кровоснабжения, клетки сетчатки отмирают, что приводит к атрофии зрительного нерва, вызывая слепоту. Как правило, удаленные от точки фокуса нервы страдают прежде остальных, потому что удалены от центра кровоснабжения глаза; таким образом, потеря зрения вследствие глаукомы, как правило, начинается по краям периферического поля зрения, что постепенно приводит к «туннельной» видимости окружающего мира.
Катаракта и глаукома не различались приблизительно до 1705 года.

## Формы глаукомы
Открытоугольная глаукома составляет более 90 % всех случаев заболевания этим недугом. При этой форме глаукомы радужно-роговичный угол открыт, что и обусловило её название. Отток внутриглазной жидкости снижается за счёт уменьшения промежутков между трабекулами гребенчатой связки (фонтановы пространства). Это приводит к её накоплению и постепенному, но постоянному повышению давления, которое в конечном счёте может разрушить зрительный нерв и вызвать потерю зрения, если не обнаружить это вовремя и не начать медикаментозное лечение под контролем врача.
Формы открытоугольной глаукомы: первичная, псевдоэксфолиативная и пигментная.
Закрытоугольная глаукома — более редкая форма глаукомы, которая в основном бывает при дальнозоркости у людей в возрасте старше 30 лет. При этой форме глаукомы давление в глазу поднимается быстро. Все, что заставляет зрачок расширяться, например, тусклый свет, некоторые медикаменты и даже расширяющие капли для глаз, которые закапывают перед обследованием глаза, может стать причиной того, что у некоторых людей радужная оболочка заблокирует отток внутриглазной жидкости. Когда возникает такая форма заболевания, глазное яблоко быстро затвердевает и неожиданное давление вызывает боль и затуманивание зрения.
Формы закрытоугольной глаукомы: острый приступ и хроническая.
Также может быть поставлен диагноз "глаукома смешанного типа", если присутствуют признаки обоих типов глаукомы. Это наиболее редкий и наименее изученный вид заболевания, исторически она считается комбинацией открытоугольной и закрытоугольной глауком. Однако в более современных исследованиях показано, что некоторые свойства смешанной глаукомы не характерны ни для открытоугольного, ни для закрытоугольного типа, и поэтому есть вероятность, что она представляет собой отдельный вид заболевания.

## Стадии глаукомы
- I стадия (начальная) — периферическое поле зрения нормальное, но имеются дефекты в центральном поле зрения; экскавация ДЗН расширена, но не доходит до его края;
- II стадия (развитая) — поле зрения сужено с носовой стороны более чем на 10°, наблюдаются парацентральные изменения, экскавация в том или ином секторе доходит до края ДЗН;
- III стадия (далеко зашедшая) — периферическое поле зрения концентрически сужено с носовой стороны до 15° и менее от точки фиксации, при офтальмоскопии видна краевая субтотальная экскавация ДЗН;
- IV стадия (терминальная) — полная потеря зрения или сохранение светоощущения с неправильной проекцией света, иногда наблюдается небольшой островок остаточного поля зрения в височном секторе.

## Развитие глаукомы
Развитие глаукомы ведёт к необратимому процессу полной потери зрения. Сначала начинает ухудшаться периферийное зрение. Затем изменения происходят во всем поле зрения. Если высокое давление продолжает сохраняться, а больной не прибегает к лечению, — зрение постепенно ухудшается вплоть до слепоты, так как отмирает зрительный нерв.
Зачастую пациенты, заболевшие глаукомой, проходят обследование уже после достижения состояния необратимой слепоты. Такая ситуация возникает вследствие того, что в начале течения заболевания глаукома может никак не проявлять себя, то есть протекать бессимптомно — незаметно для заболевшего. Человек может начать отмечать снижение зрения уже тогда, когда необратимо повреждено более половины волокон зрительного нерва.
Около десятой части случаев закрытоугольной глаукомы может вызывать острый приступ — резкое повышение давления и резкую боль в глазу. Но даже при такой форме глаукомы зачастую симптомы неспецифичны, то есть присущи и ряду прочих, менее опасных глазных болезней или синдромов: например, «радужные круги», появляющиеся около источников света, покраснение склеры глаза и болезненность глазного яблока, «пелена» перед глазами и другие.

## Острый приступ глаукомы
Острый приступ глаукомы — приступ, возникающий в результате резкого повышения внутриглазного давления, которое вызывает нарушение кровообращения глаза и может привести к необратимой слепоте.
Приступ начинается внезапно. Появляется боль в глазу, в соответствующей половине головы, особенно на затылке, тошнота, нередко рвота, общая слабость. Острый приступ глаукомы нередко принимают за мигрень, гипертонический криз, отравление и инсульт, что приводит к тяжёлым последствиям, ибо помощь такому больному необходимо оказывать в первые часы заболевания.
При остром приступе глаукомы глаз краснеет, веки отекают, роговица становится мутной, зрачок расширяется, принимает неправильную форму. Зрение резко понижено. При пальпаторном исследовании ВГД резко повышено — глаз твёрдый. Необходимо немедленно начать закапывать в глаз 2 % раствор пилокарпина каждый час. Можно добавить закапывание фосфакола или армина 3 раза в сутки. Внутрь дать больному 0,25 г диакарба (противопоказано при наличии у больного мочекаменной болезни), сделать горячие ножные ванны. На ночь дать снотворное. Больного необходимо срочно (для сохранения зрения дорог каждый час) доставить к офтальмологу.

## Причины

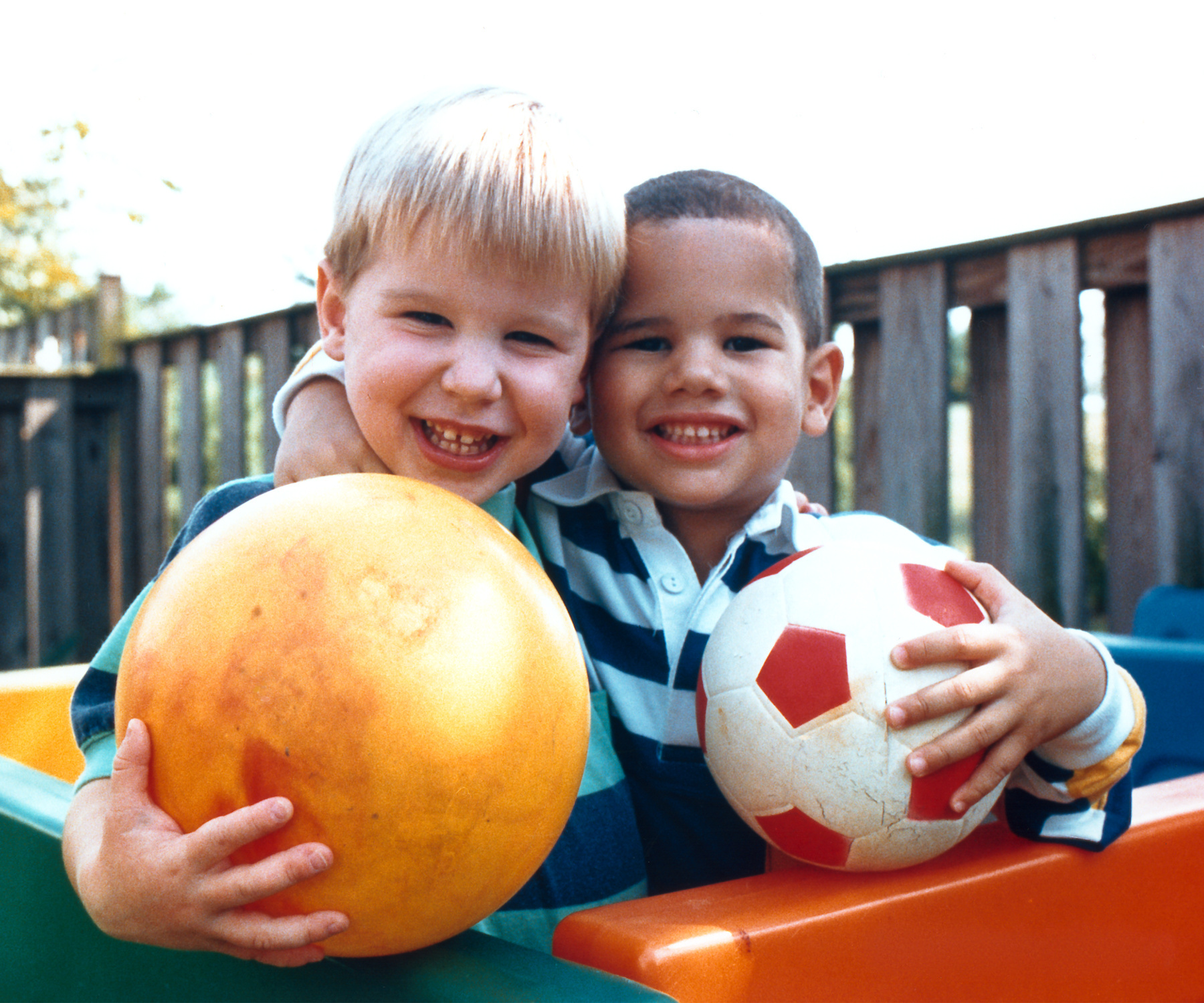
Вид с нормальным зрением

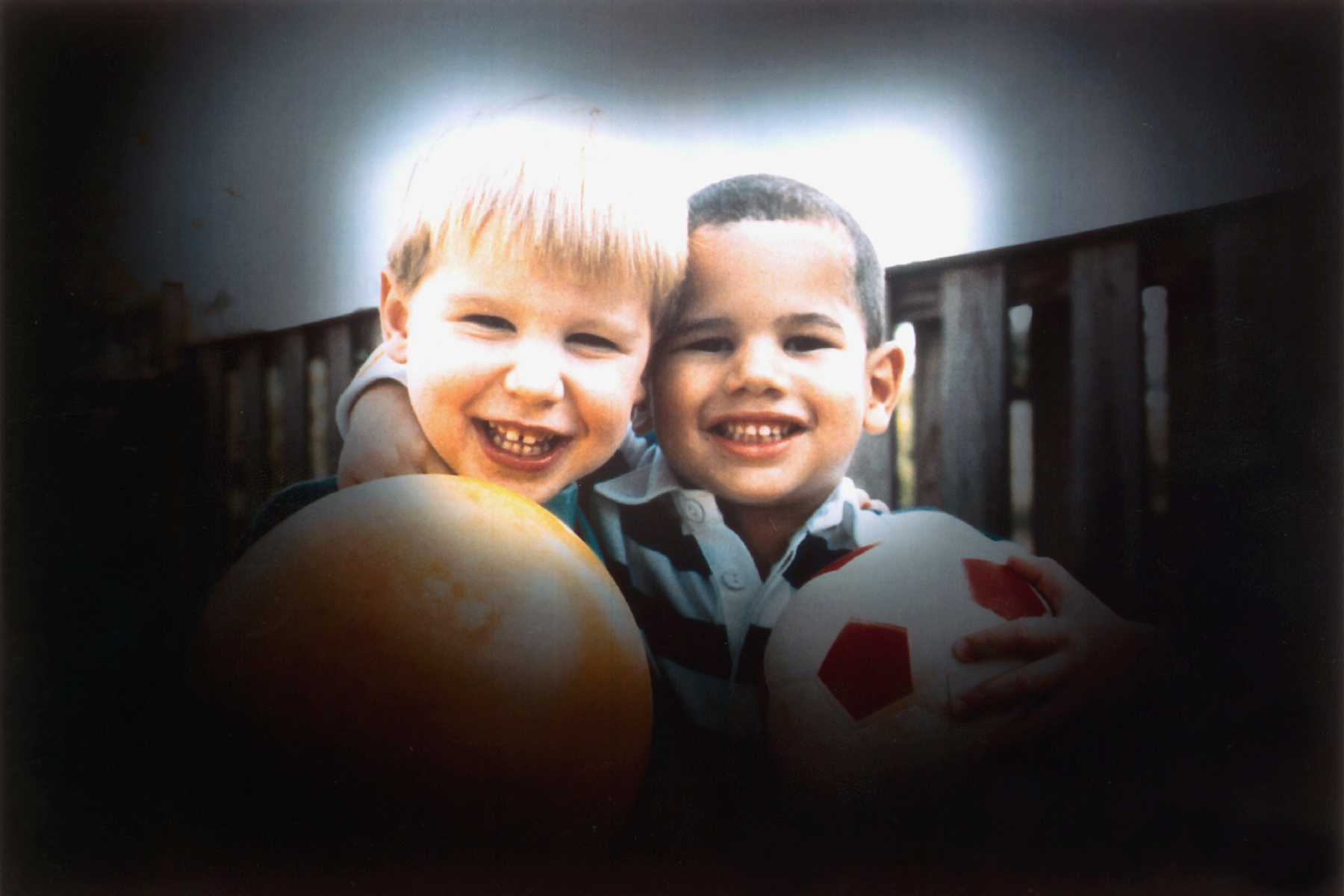
Вид с потерянной периферией вследствие глаукомы

Из нескольких причин глаукомы внутриглазная гипертензия (повышенное давление внутри глаза) является наиболее важным фактором риска в большинстве причин глаукомы, но в некоторых группах населения только 50 % людей с первичной открытоугольной глаукомой на самом деле имеют повышенное внутриглазное давление. Кроме того генетическая предрасположенность и артериальная гипертензия также являются важными предрасполагающими факторами в развитии глаукомы.

### Диетические
Отсутствие четких доказательств указывает на то, что гиповитаминоз не является причиной глаукомы у человека. Выходит, таким образом, что оральное применение витаминов не решает проблемы лечения глаукомы. Кофеин повышает внутриглазное давление у лиц с глаукомой, но, кажется, не влияет на внутриглазное давление здоровых людей.

### Этнические и половые
Много людей восточноазиатского происхождения склонны к развивающейся закрытоугольной глаукоме из-за меньшего объёма передней камеры глаза, в большинстве случаев у этой популяции склонность к глаукоме с различными углами закрытия. Эскимосы подвергаются риску развития закрытоугольной глаукомы в 20-40 раз больше. У женщин вероятность закрытоугольной глаукомы втрое больше, чем у мужчин из-за меньшего объёма передней камеры их глаза. Лица африканского происхождения в три раза более склонны к развитию первичной открытоугольной глаукомы.

### Генетические
Положительный семейный анамнез является фактором риска для глаукомы. Относительный риск развития первичной открытоугольной глаукомы (ПОУГ) увеличивается примерно в два-четыре раза для лиц, которые имеют сестру с глаукомой. Глаукома, особенно первичная открытоугольная, связана с мутациями в нескольких различных генах (включая MYOC, ASB10, WDR36, NTF4 и TBK1 гены), хотя в большинстве случаев глаукома не связана с этими генетическими мутациями. Глаукома с нормальным давлением (Normal-tension), которая включает в себя одну треть ПОУГ, также связана с генетическими мутациями (в том числе OPA1 и OPTN генов).
Различные редкие врожденные/генетические пороки глаз связаны с глаукомой. Иногда при нарушениях нормального течения третьего триместра беременности атрофия гиалоидного канала и оболочки vasculosa хрусталика может быть связана с другими аномалиями. Закрытие угла — вызванное глазной гипертензией и глаукоматозной оптической невропатией, могут возникнуть от этих аномалий, и это было смоделировано на мышах.

### Другие
Другие факторы могут привести к глаукоме, известной как «вторичная глаукома», в том числе длительное использование стероидов (стероидная глаукома); нарушения кровообращения в глазу, такие как тяжелая диабетическая ретинопатия и центральная окклюзия вены сетчатки (неоваскулярная глаукома); глазная травма (глаукома со закрытием угла (angle-recession)); увеит. В большом исследовании в Великобритании, среди пациентов с глаукомой было на 29 % больше людей с артериальной гипертензией по сравнению с людьми аналогичного возраста и пола из контрольной группы
Важным фактором для развития вторичной и смешанной глаукомы является вовремя не прооперированная катаракта. Набухающий хрусталик может механически ухудшать отток внутриглазной жидкости (факоморфическая глаукома). Возможно развитие повышения ВГД из-за смещения хрусталика при травмах (факотопическая глаукома).
По некоторым данным, вероятность развития глаукомы открытоугольного типа могут повышать заболевания полости рта, в том числе периодонтит, а также бактериальные инфекции и эдентулизм (потеря зубов).

## Патофизиология

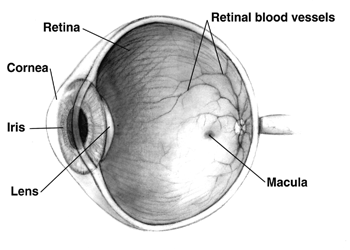
Поперечный разрез глаза человека

Основная причина открытоугольной глаукомы остается неясной. Существует несколько теорий о её точной этиологии. Тем не менее, основным фактором риска для большинства случаев глаукомы является рост внутриглазного давления, то есть внутриглазная гипертензия. Внутриглазное давление определяется разностью функции производства внутриглазной жидкости со стороны цилиарных отростков глаза и её дренажа через трабекулярную сеть. Жидкость течет из цилиарных отростков в заднюю камеру, расположенную между хрусталиком и цинновыми связками, и радужной оболочкой. Затем она проходит через зрачок радужки в переднюю камеру, ограниченную сзади радужной оболочкой и спереди роговицей. Отсюда через трабекулярную сеть влага попадает в канал Шлемма и далее в цилиарную вену.
При открытоугольной глаукоме с широким углом снижение потока происходит за счет дегенерации и обструкции трабекулярной сети, чья первоначальная функция заключалась в поглощении водянистой влаги. Снижение поглощения водянистой влаги приводит к увеличению сопротивления и, следовательно, хроническому, безболезненному росту внутриглазного давления. В случае закрытоугольной глаукомы угол передней камеры глаза полностью закрыт из-за смещенных вперед обоих кругов радужной оболочки до соприкосновения с роговицей, что мешает внутриглазной жидкости вытекать из задней в переднюю камеру, а затем в трабекулярную сеть. Это накопление внутриглазной жидкости вызывает рост давления и острую боль.
Противоречия в соотношении глаукоматозной оптической нейропатии и глазной гипертензии вызвали дальнейшие исследования анатомического строения и развития глаз, сдавливания нервов при травме, кровотока зрительного нерва, передачи возбуждений нерва, трофических факторов, относящихся к сетчатке глаза, вырождения клетки/аксона нервного узла, глиальной поддержки клетки, иммунной системы, механизмов старения и потери нейрона, разъединения нервных волокон на краю склеры.

## Диагностика
Осмотр на предмет глаукомы обычно выполняется в рамках стандартной проверки зрения, выполняемой оптометристами и офтальмологами. Тестирование на глаукому должно включать измерение внутриглазного давления посредством тонометрии, проверки угла передней камеры или гониоскопии и осмотра зрительного нерва на наличие видимых повреждений на нём, изменения в форме диска, а также внешний вид и сосудистые изменения. Формальный тест поля зрения должен быть выполнен. Слой нервных волокон сетчатки может быть оценен методом визуализации, такими, как оптическая когерентная томография, сканирующая лазерная поляриметрия и / или сканирование лазерной офтальмоскопией.
Вследствие зависимости чувствительности всех методов тонометрии от толщины роговицы такие методы, как тонометрия Гольдмана, должны быть дополнены пахиметрией для измерения центральной толщины роговицы (CCT). Превышение толщины роговицы выше средней «повышает» результат тонометрии относительно «истинного» давления, в то время как более тонкая, чем в средняя роговица может занижать результат от «истинного» давления.
Современные методы диагностики используют понятие гистерезиса роговицы при бесконтактной тонометрии и, таким образом, могут давать истинное ВГД с учетом биомеханических свойств роговицы.
Поскольку погрешность измерения давления может быть вызвана не только CCT (то есть гидратацией роговицы, её упругих свойств и т. д.), невозможно «отрегулировать» измерение давления, основываясь только на измерениях CCT. Иллюзия удвоения частоты, также могут быть использована для выявления глаукомы с использованием технологии удвоения частоты.
Тест на глаукому должен оцениваться с большим вниманием к полу, расе, истории употребления наркотиков, наследования и семейной истории.
| Виды проверок                                      | Что проверяется                                        | Как производится проверка |
| -------------------------------------------------- | ------------------------------------------------------ | --- |
| Тонометрия                                         | Внутриглазное давление                                 | Глаз обезболивают глазными каплями. Тонометром измеряют внутриглазное давление посредством струи теплого воздуха или крошечного инструмента.                        |
| Офтальмоскопия (осмотр глаза с расширением зрачка) | Форма и цвет зрительного нерва                         | Зрачок расширяется глазными каплями. Используя малую лупу с подсветкой, эксперт может обследовать зрительный нерв под увеличением.                                  |
| Периметрия (тест поля зрения)                      | Полнота поля зрения                                    | Пациент смотрит вперед и его просят сказать, когда световое пятно пересечет границу периферийного зрения. Это позволяет эксперту определить границы поля зрения     |
| Гониоскопия                                        | Угол глаза, где радужная оболочка граничит с роговицей | Глаз обезболивают глазными каплями. Ручные контактные линзы с зеркалом осторожно помещают на глаз, что позволяет увидеть угол между роговицей и радужной оболочкой. |
| Пахиметрия                                         | Толщина роговицы                                       | Эксперт мягко ставит пахиметр на переднюю часть глаза для измерения её толщины.                                                                                     |
| Анализ нервных волокон                             | Толщина слоя нервных волокон                           | Толщина нервных волокон измеряется одним из известных методов. |

## Лечение глаукомы

### Лекарства
Внутриглазное давление может быть снижено с помощью лекарств, как правило, глазных капель. Несколько различных классов лекарств используются для лечения глаукомы, с несколькими различными лекарствами в каждом классе.
Каждый из этих препаратов может иметь местные и системные побочные эффекты. Приверженность к медицинскому протоколу может привести к путанице и дороговизне. При возникновении побочных эффектов пациент должен быть готов либо переносить их, или, по совету лечащего врача, изменить режим приёма препаратов. Первоначально глаукомных капель может оказаться достаточно в начальной дозе в одном или в обоих глазах.
Плохое соответствие лекарств и последующих визитов к врачу является основной причиной потери зрения у пациентов с глаукомой. В 2003 году исследование больных в ОПЗ нашло, что половина их не смогла исполнить свои рецепты в первый раз, и одна четверть не смогла исполнить свои рецепты во второй раз. Обучение пациента и регулярность визитов должны осуществляться на постоянной основе для поддержания успешного лечения на протяжении всей жизни болезни без каких-либо ранних симптомов.
Изучается также возможное нейропротекторное действие различных местных и системных препаратов.
- Аналоги простагландинов, такие как латанопрост (Xalatan), биматопрост (лумиган) и травопрост (Travatan), Тафлупрост, повышают увеосклеральный отток водянистой влаги. Биматопрост также увеличивает губчатый отток.
- Актуальные бета-адреноблокаторы, такие как тимолол, левобунолол (бетаган) и бетаксолол, снижают производство водянистой влаги цилиарным телом.
- Альфа-2-адреномиметики, такие как бримонидин (Альфаган) и Апраклонидин, работает двойным механизмом, снижает производство водянистой влаги и увеличивает увеосклеральный отток.
- Неселективные альфа адрено и симпатомиметики, такие как адреналин, снижает производство водянистой влаги путём сужения кровеносных сосудов цилиарного тела, полезен только при открытоугольной глаукоме. Мидриатический эффект адреналина, однако, делает его непригодным для закрытоугольной глаукомы вследствие дальнейшего сужения увеосклерального оттока (то есть дальнейшего закрытия трабекулярной сети, которая отвечает за поглощение внутриглазной жидкости).
- Мейотические агенты (парасимпатомиметические), такие как пилокарпин, работает на сжатие цилиарной мышцы, открытие трабекулярной сети и позволяет увеличить отток водянистой влаги. Эхотиофат, ингибитор ацетилхолинэстеразы, используется при хронической глаукоме.
- Ингибиторы карбоангидразы, такие как дорзоламид (Trusopt), бринзоламид (Azopt), и ацетазоламид (диамокс), снижают секреции водянистой влаги путём ингибирования карбоангидразы в цилиарном теле.

Миотики:
- Пилокарпин
  - «Пилокарпина гидрохлорид» 1 %, 2 %, 4 % растворы (Россия, Украина),
  - «Изопто-карпин» 1 %, 2 %, 4 % (США),
  - «Офтан пилокарпин» 1 % (Финляндия) и др.
- Карбахол. «Изопто-карбахол» 1,5 и 3 % (США)

Симпатомиметики:
- Эпинефрин
  - «Глаукон» 1 % и 2 % (США),
  - «Эпифрин» 0,5 %, 1 % и 2 % (США)
- Дипивефрин. «Офтан дипивефрин» 0,1 % (Финляндия)

Простагландины F2-альфа (препараты усиливают увеосклеральный путь оттока):
- Латанопрост. «Ксалатан» 0,005 % (США),
- Травопрост. «Траватан» 0,004 % (США)
- Тафлупрост. «Тафлотан» 0,015 % (Финляндия)

Средства, угнетающие продукцию внутриглазной жидкости:
Селективные симпатомиметики:
- Клонидин (клофелин). «Клофелин» 1,125 %, 0,25 %, 0,5 % (Россия)

Селективные α2-адреномиметики:
- Альфаган Р (Бримонидина тартрат 0,15 %) США (Allergan)

Бета-адреноблокаторы
Неселективные (ß1,2) адреноблокаторы:
- Тимолол 0,25 %, 0,5 %
  - «Офтан тимолол» (Финляндия),
  - «Тимолол-ЛЭНС», «Тимолол-ДИА» (Россия),
  - «Тимогексал» (Германия),
  - «Арутимол» (США),
  - «Кузимолол» (Испания),
  - «Ниолол» (Франция),
  - «Окумед», «Окумол» (Индия),
  - «Тимоптик», «Тимоптик-депо» — пролонгированная форма (Нидерланды)

Селективные (ß1) адреноблокаторы:
- Бетаксолол 0,5 %. «Бетоптик» 0,5 %, «Бетоптик С» 0,25 % глазная суспензия (Бельгия)

Ингибиторы карбоангидразы:
- Дорзоламид. «Трусопт» 2 % (США), Дорзопт 2 % (Румыния)
- Бринзоламид. «Азопт» 1 % глазная суспензия (США)

Комбинированные препараты:
- Проксофелин (проксодолол + клофелин), Россия
- Фотил (тимолол 0,5 % + пилокарпин 2 %), Финляндия
- Фотил форте (тимолол 0,5 % + пилокарпин 4 %), Финляндия
- Нормоглаукон (пилокарпин 2 % + метипранолол), Германия
- Косопт (дорзоламид 2 % + тимолол 0,5 %), Франция, Дорзопт Плюс (дорзоламид 2 % + тимолол 0,5 %) Румыния
- Азарга (Бринзоламид 1 % + Тимолол 0,5 %), Бельгия «с. в. Алкон-Куврер н. в»

### Хирургия

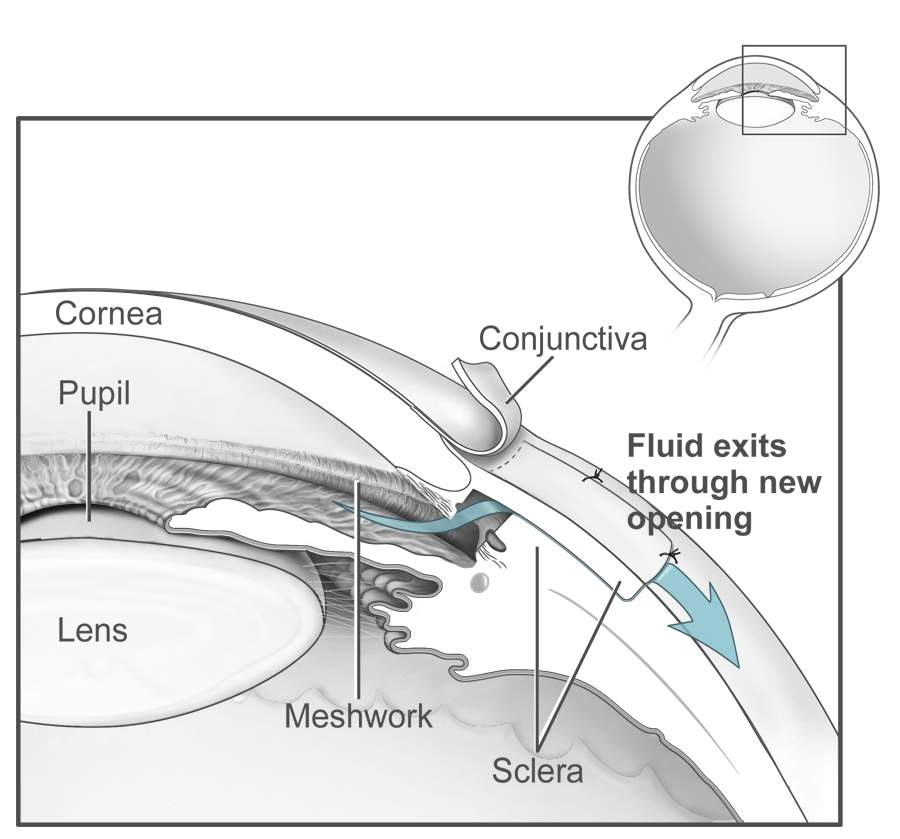
Искусственное «окно» в трабекулярной сети позволяет сбросить повышенное внутриглазное давление

Как обычные, так и лазерные операции могут использоваться для лечения глаукомы. Хирургия предпочтительней терапии для людей с врожденной глаукомой. Как правило, эти операции являются временным решением, поскольку ещё не найдено лекарство от глаукомы.

#### Каналопластика
Каналопластика — непроникающий метод с использованием микро катетера. Для её выполнения делается надрез глаза, чтобы получить доступ к Шлеммову каналу для вискоканалостомии. Микрокатетер будет перемещаться по каналу вокруг радужной оболочки, расширяя как основной дренажный канал так и каналы коллектора посредством инъекции стерильного, гелеобразного материала, называемого вискоэластиком (viscoelastic). Затем катетер удаляют и накладывают шов.
При расширении канала, давление внутри глаза может быть сброшено, хотя причина не ясна, так как канал Шлемма не оказывает значительного сопротивления для вывода жидкости при глаукоме или для здорового глаза. Долговременные результаты не доступны.

#### Трабекулоэктомия
Наиболее распространённой обычной операцией для глаукомы является трабекулоэктомия. Здесь вскрывается фрагмент у торца склеры для доступа к трабекулярной сети (см. рисунок). Затем через образовавшееся окно часть трабекулярной сети удаляется, после чего накладывают свободный шов, чтобы позволить жидкости вытекать из глаза через эту щель, в результате чего понижается внутриглазное давление и формируется пузырек жидкости на поверхности глаза. Рубцы, которые могут возникнуть вокруг или над щелью, вынуждают её становиться менее эффективной или потерять свою эффективность полностью. Традиционно, химиотерапевтические адъюванты, такие как митомицин С (MMC, 0,5—0,2 мг / мл) или 5-фторурацил (5-ФУ, 50 мг / мл), применяют с помощью пропитанной губки на поверхность раны, чтобы предотвратить фильтрацию пузырей из рубцов с ингибированием пролиферации фибробластов. Современные альтернативы включают уникальные или комбинационные реализации нехимотерапевтических адъювантов, таких как коллагеновая имплантируемая матрица или другие биоразлагаемые прокладки, чтобы предотвратить образование рубцов путём рандомизации и модуляции пролиферации фибробластов в дополнение к механической профилактике контракций раны и адгезий.

#### Лазерная хирургия (Laser Surgery)
Трабекулопластика с помощью аргонового лазера (АLТ) может быть использована для лечения открытоугольной глаукомы. Это временное решение, не является панацеей. Пятно аргонового лазера 50 мкм направляется на трабекулярную сеть, чтобы стимулировать увеличение окон сетки, что позволяет увеличить отток внутриглазной жидкости. Как правило, половина угла обрабатывается за один раз. Традиционная лазерная трабекулопластика использует тепловой аргоновый лазер в процедуре лазерной трабекулопластики.
Новый тип лазерной трабекулопластики использует «холодный» (нетепловой) лазер, чтобы стимулировать дренаж в трабекулярной сети. Эта новая процедура, селективная лазерная трабекулопластика (SLT), использует 532-нанометровый Nd:YAG-лазер с удвоением частоты, целью применения которого является пигмент меланина в ячейках трабекулярной сети. Исследования показывают, SLT является столь же эффективным, как АLТ в снижении внутриглазного давления. Кроме того, процедура SLT может быть повторена три-четыре раза, в то время как ALT, как правило, может быть повторена только один раз.
Периферическую иридотомию с помощью Nd:YAG-лазера (LPI) можно использовать для пациентов, предрасположенных или пострадавших от закрытоугольной глаукомы или синдрома дисперсии пигмента. Во время лазерной иридотомии, лазерная энергия используется, чтобы сделать маленькое, на всю толщину отверстие в радужной оболочке для выравнивания давления между передней и задней частями радужной оболочки, тем самым исправляя аномальную выпуклость радужки. У людей с узкими углами, это может увеличить пропускную способность трабекулярной сети. В некоторых случаях прерывистой или краткосрочной закрытоугольной глаукомы, это может снизить внутриглазное давление. Лазерная иридотомия снижает риск развития острого приступа закрытоугольной глаукомы. В большинстве случаев, это также снижает риск развития хронической закрытоугольной глаукомы или спаек радужки с трабекулярной сетью.
Диодный лазер cycloablation снижает ВГД за счет уменьшения секреции внутриглазной жидкости, разрушая секреторной цилиарный эпителий.

#### Неглубоко проникающая лазерная склероэктомия (Laser-assisted nonpenetrating deep sclerectomy)
Наиболее распространённым хирургическим подходом в настоящее время, используемым для лечения глаукомы является трабекулэктомия, в котором делается прокол склеры, чтобы снизить внутриглазное давление.
В России и во Франции получила наибольшее распространение более продвинутая хирургическая техника антиглаукоматозной хирургии, требующая более высокой хирургической квалификации под названием «Непроникающая глубокая склероэктомия» (НГСЭ), разработанная российскими офтальмохирургами С. Ю. Анисимовой, С. Н. Багровым и В. И. Козловым. В ходе НГСЭ вместо ножевого проникновения в переднюю камеру глаза дна склеры и трабекулярной сети, производится вскрытие поверхности Шлеммова канала, через которое происходит фильтрация внутриглазной жидкости из внутренней среды глаза, и, таким образом, снижается внутриглазного давление. НГСЭ вызывает значительно меньше побочных эффектов, чем трабекулоэктомия. Однако, НГСЭ выполняется вручную и требует высокого уровня профессиональной подготовки, которой может помочь наличие соответствующих инструментов и специальных антиглаукоматозных дренажей. В целях предотвращения адгезии раны после удаления и чтобы поддерживать хорошие результаты фильтрации, НГСЭ как и при других непроникающих процедурах иногда выполняется с различными биологически совместимыми прокладками или такими средствами, как влагопроводный коллагеновый фитиль, коллагеновую матрицу, или ксенопластовый глаукомный имплантат.
С помощью лазера НГСЭ выполняется путём использования CO2 лазерной системы. Эта система позволяет создать самопрекращающуюся процедуру, которая прекращается, когда требуемая глубина и адекватный дренаж внутриглазной жидкости будут достигнуты. Эффект саморегулирования достигается, тем, что CO2 лазер по существу, прекращает удаление, как только он вступает в контакт с внутриглазной жидкостью, которая начинает просачиваться, как только лазер достигает оптимальной остаточной толщины нетронутого слоя.

#### Дренажные имплантаты при глаукоме
Профессор Энтони Molteno разработала первый дренажной имплантат для использования при глаукоме в Кейптауне в 1966 году. С тех пор, несколько различных типов имплантатов следовали как от этого оригинала, так и шунтирующей трубки Baerveldt, или клапанных имплантатов, таких как клапан Ахмеда или Express Mini шунты и вытеснившие поколением спустя Molteno имплантаты. Они предназначаются для пациентов с глаукомой не поддающейся никакой медикаментозной терапии, с предшествующей неудачной хирургией (трабекулэктомией). Дренажная трубка вставляется в переднюю камеру глаза, а сплющенная часть — имплантируется ниже конъюнктивы, чтобы позволить вытекать жидкости из глаза образуя пузырёк.
- Первое поколение Molteno и другие безклапанные имплантаты иногда требуют лигатуры трубки, пока формируется пузырек, мягковолокнистой и водонепроницаемой[63]. Это делается для уменьшения послеоперационной гипотонии-внезапного понижения послеоперационного внутриглазного давления.
- Клапанные имплантаты, такие как глаукомный клапан Ахмеда, пытаются управлять послеоперационной гипотонией с помощью механического клапана.

Образование рубцов из-за проникновения водянистой влаги в конъюнктивный сегмент рассеивания шунта может стать слишком большим. Это может потребовать превентивных мер с помощью антифиброзных лекарств, таких как 5-фторурацил или митомицин-C (во время процедуры), или других антифиброзных методов и лекарств, такие как имплантируемая коллагеновая матрица, или биоразлагаемые прокладки или позже создать необходимость в ревизионной хирургии с единственным или комбинационным накладыванием донорских тканей или имплантируемой коллагеновой матрицы. И для глаукоматозно болезненного слепого глаза и некоторых случаев глаукомы, cyclocryotherapy для удаления цилиарного тела могут быть предметом обсуждения для выполнения.

#### Ветеринарный имплантат (Veterinary implant)
Фирмой TR BioSurgical освоен новый имплантат в частности для ветеринарии, под названием TR-ClarifEYE. Имплантат состоит из нового биоматериала, звезды биоматериалов, который состоит из силикона с очень точным однородным размером пор, свойство, которое уменьшает фиброз и улучшает интеграцию ткани. Имплантат не содержит клапанов и полностью помещен внутри глаза без швов. На сегодняшний день, он продемонстрировал долгосрочный успех (более года) в рамках экспериментального исследования у невосприимчивых, с медицинской точки зрения, собак с прогрессирующей глаукомой.

#### Факоэмульсификация с имплантацией интраокулярной линзы (ФЭК + ИОЛ)
Процедура ультразвуковой факоэмульсификации хрусталика с последующей имплантацией искусственной интраокулярной линзы традиционно применяла в лечении катаракты. Однако, было обнаружено, что процедура также может быть успешно использована для пациентов с глаукомой, так как приводит к снижению внутриглазного давления. Факоэмульсификация может применяться совместно с другими методами лечения для повышения эффективности лечения, в частности с трабекулоэктомией или имплантацией трабекулярного микро-байпаса.

### Применение марихуаны
Результаты исследований, проведенных в 1970-х годах показали, что использование марихуаны может снизить внутриглазное давление. Для определения эффективности использования марихуаны или препаратов из неё для лечения глаукомы, Национальный Институт Глаза США проводил научные исследования с 1978 по 1984 годы. Они показали, что некоторые производные марихуаны могут способствовать снижению внутриглазного давления при введении перорально, внутривенно или курением, но не при местном применении в глаз.
В 2003 году Американская академия офтальмологии выпустила утверждённое положение о том, что использование марихуаны не является более эффективным средством, чем лекарства. Кроме того, не было найдено никаких научных доказательств увеличения эффективности и/или уменьшения побочных эффектов при использовании марихуаны по сравнению с широким разнообразием ныне доступных фармацевтических средств.
В 2012 году Американское общество глаукомы опубликовало документ с изложением позиции, подвергающей резкой критике использование марихуаны в качестве законного лечения повышенного внутриглазного давления. Среди причин указывались такие как короткая продолжительность снижения ВГД и обилие побочных эффектов, вносящих слишком много ограничений в повседневную деятельность.

## Эпидемиология (Epidemiology)

Число потерянных лет жизни (DALY) из-за глаукомы на 100 000 жителей в 2004 году

По состоянию на 2010, было 44 700 000 человек в мире с открытоугольной глаукомой. В том же году, было 2,8 миллиона человек в Соединенных Штатах с открытоугольной глаукомой. К 2020 году, распространённость по прогнозам, увеличится до 58,6 миллионов по всему миру и 3 400 000 в США.
Глаукома в мире является второй ведущей причиной слепоты (первая — катаракта). Глаукома является также основной причиной слепоты у чернокожих людей, которые имеют более высокие показатели по первичной открытоугольной глаукоме. Двусторонняя потеря зрения может негативно повлиять на мобильность и мешают управлению автомобилем.
Мета-анализ, опубликованный в 2009 году, обнаружил, что у пациентов с первичной открытоугольной глаукомой не увеличился показатель смертности, или повышенный риск смертельного исхода при сердечно-сосудистых заболеваниях.

## Исследования
- The Advanced Glaucoma Intervention Study, который является крупным американским национальным институтом глаза, спонсировал исследование предназначенное для «оценки итогов дальнейших последовательных мер, связанных с трабекулоэктомией и аргон-лазерной трабекулопластикой в глазах, которым не помогло первоначальное лечение глаукомы». Он рекомендует различные процедуры, основанные на признаках расы.
- The Early Manifest Glaucoma Trial — другое исследование НОУ, которое нашло способ немедленного лечения лиц, имеющих ранние стадии глаукомы, который может замедлить прогрессирование болезни.
- The Ocular Hypertension Treatment Study, а также исследования НОУ, нашли актуальные глазные гипотензивные медикаменты, которые были эффективными в отсрочке или предотвращения наступления первичной открытоугольной глаукомой (ПОУГ) у лиц с повышенным внутриглазным давлением (ВГД). Хотя это не означает, что все пациенты с граничным или повышенном ВГД, должны получать лекарства, врачи должны рассмотреть возможность начала лечения людей с глазной гипертензией с умеренным или высоким риском развития ПОУГ.
- The Blue Mountains Eye Study было первым крупным обследованием населения на основе оценки нарушений зрения и общих глазных болезней представителей старшего поколения австралийского общества. Были определены факторы риска для глаукомы и других заболеваний.

### Нейропротекторы
В 2013 году Кокрейновское сотрудничество сравнило эффективность бримонидина и тимолола в замедлении прогрессирования открытоугольной глаукомы у взрослых участников. Результаты показали, что у участников, принимающие бримонидин наблюдалось меньшее прогрессирование потери поля зрения, в отличие от принимающих тимолол, хотя полученные результаты не имеют большого значения, учитывая тяжёлые последствия и ограниченные доказательства. Среднее внутриглазное давление в обеих группах было сходным. Участники группы бримонидина имели более высокий уровень возникновения побочных эффектов, вызванных лечением, чем участники группы тимолола.
Исследование 2018 года показало нейрозащитные свойства Кетогенной диеты в мышиной модели глаукомы. Требуются дальнейшие исследования на людях, чтобы доказать терапевтическое действие.

### Природные соединения
Природные соединения, представляющие исследовательский интерес в области предупреждения или лечения глаукомы включают в себя: рыбий жир и омега-3-ненасыщенные жирные кислоты, тиоктовая кислота, черника, витамин E, каннабиноиды, левокарнитин, кофермент Q, куркума длинная, красный шалфей, темный шоколад, эритропоэтин, фолиевая кислота, гинкго, женьшень, глутатион, виноград (ягода) экстракт, зелёный чай, магний, мелатонин, метилкобаламин, ацетилцистеин, сосна приморская, ресвератрол, кверцетин и хлорид натрия. Тем не менее, большинство из этих соединений не продемонстрировали эффективности в клинических испытаниях. Магний, гинкго, соль и флюдрокортизон, уже используются некоторыми врачами. (Примечание: флюдрокортизон не природное соединение, но стероид.)

### 5-HT2A-агонисты
Периферические селективные 5-HT2A агонисты, такие как индазольная производная AL-34662 , в настоящее время в стадии разработки и показывают значительные перспективы в лечении глаукомы.

### Имплантированный датчик
Самая маленькая в мире компьютерная система, размером в один квадратный миллиметр, была разработана исследователями из Мичиганского университета и предназначена для имплантации в глаз человека, как система контроля давления для непрерывного отслеживания прогрессирования глаукомы. Процессор состоит из микропроцессора сверхнизкого энергопотребления, датчика давления, памяти, тонкопленочной батареи, солнечных элементов и беспроводного радиопередатчика с антенной, который может передавать данные на внешнее считывающее устройство.

### Эмбриональные стволовые клетки
Группа исследования доктора Yoshiki Sasai, работающая в центре RIKEN по развитию биологии (CDB) в Японии, удалось сделать клетки сетчатки в трёх измерениях из эмбриональных стволовых клеток, как сообщили в журнале Nature (7 апреля 2011). Это был первый такой успех в мире, и д-р Sasai сказал, что его целью является протолкнуть это до практического использования в сетчатке человека в течение двух лет для клинического применения.

## Классификация (Classification)
Первичная глаукома классифицируется на конкретные типы:

### Первичная глаукома и её варианты (H40.1-H40.2)
Первичная глаукома
- Первичная глаукома закрытого угла, также известная как первичная закрытоугольная глаукома, узкоугольная глаукома, глаукома блокированного зрачка, острая застойная глаукома

- Острая закрытоугольная глаукома (ака AACG)
- Хроническая закрытоугольная глаукома
- глаукома периодически закрывающегося угла
- Наложение на хроническую открытоугольную глаукому («комбинированный механизм» — редкость)

- Первичная открытоугольная глаукома, также известная как хроническая открытоугольная глаукома, хроническая обычная глаукома, обычная глаукома

- Высоконапряжённая глаукома
- Низконапряжённая глаукома

Варианты первичной глаукомы:
- Пигментная глаукома
- Эксфолиантная глаукома, также известная как псевдоэксфолиативная или капсуларная глаукома
- Первичная ювенильная глаукома

Первичная закрытоугольная глаукома вызвана контактом между радужной оболочкой и трабекулярной сетью, который, в свою очередь затрудняет отток внутриглазной жидкости из глаза. Этот контакт между радужной оболочкой и трабекулярной сетью может постепенно привести к нарушению функции трабекулярной сети в связи с тем, что снижается отток через трабекулярную сеть относительно секреции внутриглазной жидкости, и давление повышается. Более чем в половине всех случаев, длительный контакт между радужной оболочкой и трабекулярной сетью вызывает образование синехий (заметных «шрамов»).
Он вызывает постоянное препятствие оттоку. В некоторых случаях, внутриглазное давление может быстро нарастать, вызывая боль и покраснение (симптоматический, или так называемый «острый» угол закрытия). В этой ситуации, изображение может стать размытым, и можно увидеть ореолы вокруг ярких объектов. Сопутствующие симптомы могут включать в себя головную боль и рвоту.
Диагноз ставится исходя из физических признаков и симптомов: зрачки средне-расширены и не реагируют на свет, роговица отечная (мутная), снижение зрения, покраснение и боль. Тем не менее, большинство случаев протекает бессимптомно. До очень тяжелой потери зрения, эти случаи можно выявить только путём осмотра, как правило, глазным профессионалом.
После того, как какие-либо симптомы выявлены, первым делом (и часто окончательным) является лечение посредством лазерной иридотомии. Это может быть осуществлено с использованием либо Nd: YAG или аргонового лазеров, или в некоторых случаях с помощью обычного хирургического надреза. Цель лечения заключается в том, чтобы нарушить и предотвратить дальнейший контакт между радужной оболочкой и трабекулярной сетью. С начальной стадии и до умеренно тяжёлых случаев, иридотомия вполне успешна в открытии угла примерно в 75 % случаев. В других 25 %, лазерная иридопластика, лекарства (пилокарпин) или может потребоваться хирургическая насечка.
Первичная открытоугольная глаукома, когда результатом является повреждение зрительного нерва с прогрессирующей потерей зрительного поля. Это связано с повышением давления в глазу. Не все люди с первичной открытоугольной глаукомой имеют глазное давление, превышающее нормальное, но дальнейшее снижение давления, чтобы остановить прогрессию, показано даже в этих случаях.
Повышенное давление вызвано закупоркой трабекулярной сети. Причиной является то, что микроскопические проходы заблокированы, что приводит к росту внутриглазного давления и вызывает незаметную постепенную потерю зрения. Начинается, как правило, с периферийного зрения, но в конечном итоге все поле зрения будет потеряно, если не лечить.
Диагноз ставится на основании осмотра диска зрительного нерва. Простагландины способствуют открытию увеосклеральных проходов. Бета-блокаторы, такие как тимолол, уменьшают секрецию внутриглазной жидкости. Ингибиторы карбоангидразы уменьшают образование бикарбонатов в цилиарных отростках глаза, тем самым уменьшая образование водянистой влаги. Парасимпатические аналоги препаратов, работают на трабекулярный отток, открывая проход и сужая зрачок. Альфа 2 агонисты (бримонидин, апраклонидин) уменьшают производство жидкости (через. ингибирования AC) и увеличивают дренаж.

### Глаукома, вызванная нарушением развития глаза (Q15.0)
- Первичная врожденная глаукома
- Детская глаукома
- Глаукома, связанная с наследственными заболеваниями

### Вторичная глаукома (H40.3-H40.6)
Вторичная глаукома
- Воспалительные глаукомы

- Увеит всех типов
- Гетерогенный иридоциклит

- Факогенические глаукомы

- Закрытоугольная глаукома со зрелой катарактой
- Факоанафиластическая вторичная глаукома после разрыва капсулы хрусталика
- Факолитическая глаукома вследствие факотоксической блокировки сети
- Подвывих хрусталика

- Вторичная глаукома вследствие внутриглазного кровоизлияния

- Гифема
- Гемолитическая глаукома, также известная как erythroclastic глаукома

- Травматические глаукомы

- Глаукома за счет снижения угла: Травматическое снижение угла передней камеры
- Послеоперационная глаукома

- Афакичная блокировка зрачка
- Глаукома как следствие блокировки цилиарной системы

- Неоваскулярная глаукома
- Медикаментозные глаукомы

- Глаукома, индуцированная кортикостероидами
- Альфа-химотрипсиновая глаукома. Следствие послеоперационный внутриглазной гипертензии при использовании альфа-химотрипсина.

- Глаукомы различного происхождения

- Связанные с интраокулярными опухолями
- Связанные с отслоением сетчатки
- Вторичные как следствие серьезных химических ожогов глаза
- Связанные с существенной атрофией радужной оболочки
- Токсичные глаукомы

Неоваскулярная глаукома — редкий тип глаукомы, который трудно или почти невозможно лечить, и который часто является причиной пролиферативной диабетической ретинопатии (PDR) или окклюзии центральной вены сетчатки (CRVO). Она также может быть вызвана рядом других условий, которые приводят к ишемии сетчатки или цилиарного тела. Люди с недостаточным притоком крови к глазу весьма подвержены риску этого заболевания.
Неоваскулярная глаукома возникает, когда новые, аномальные сосуды начинают развиваться в углу глаза, которые начинают блокировать дренаж. Пациенты в таких условиях начинают быстро терять зрение. Иногда, болезнь проявляется очень быстро, особенно после процедур по хирургии катаракты. Новый метод лечения этого заболевания, как впервые сообщил Kahook с коллегами, предполагает использование новой группы препаратов, известных как анти-VEGF агентов. Эти инъекционные препараты могут привести к значительному снижению образования новых сосудов и, при достаточно своевременном введении, могут привести к нормализации внутриглазного давления.
Токсичная глаукома является открытоугольной глаукомой с необъяснимым существенным повышением внутриглазного давления при неизвестном патогенезе. Внутриглазное давление может иногда достигать 80 мм рт. ст. (11 кПа). Это характерно проявляется как воспаление цилиарного тела и массивный трабекулярный отёк, что иногда распространяется на шлеммов канал. Этот вид отличается от злокачественной глаукомы наличием глубокой и прозрачной передней камеры и неправильного потока жидкости. Кроме того, внешний вид роговицы не туманный. Снижение остроты зрения может произойти с последующим срывом функции сетчатки.
Сопутствующие факторы включают воспаления, наркотики, травмы и внутриглазные хирургические операции, в том числе операции по удалению катаракты и процедуры витроэктомии. Геде Pardianto (2005) сообщил о четырёх пациентах, у которых были токсическое глаукомы. Один из них прошёл факоэмульсификацию с потерей небольшой частицы. В некоторых случаях проблема может быть решена некоторыми лекарствами, процедурами витроэктомии или трабекулоэктомии. Процедуры клапанного типа могут дать некоторое облегчение, но требуются дальнейшие исследования.

### Абсолютная глаукома (H44.5)
Абсолютная глаукома является конечным этапом всех видов глаукомы. При этом глаз абсолютно слепой (отсутствует светоощущение), имеет каменистую плотность, характерна сильная боль. При абсолютной глаукоме с чрезвычайно сильными болями применяют:
- ретробульбарное введение спирта (или аминазина[96])
- рентгенотерапию
- нейроэктомию
- удаление глаза (редко).

## Прогнозы
При открытоугольной глаукоме без лечения обычное время перехода от нормального зрения до полной слепоты могло бы составлять, как показали 6-летние наблюдения и методы прогноза, приблизительно от 25 до 70 лет, в зависимости от используемого метода оценки. Высокое внутриглазное давление уменьшает это время в зависимости от своей величины.